# 圣多明我索里亚诺教堂
40°50′57″N 14°14′59″E / 40.849137°N 14.249588°E

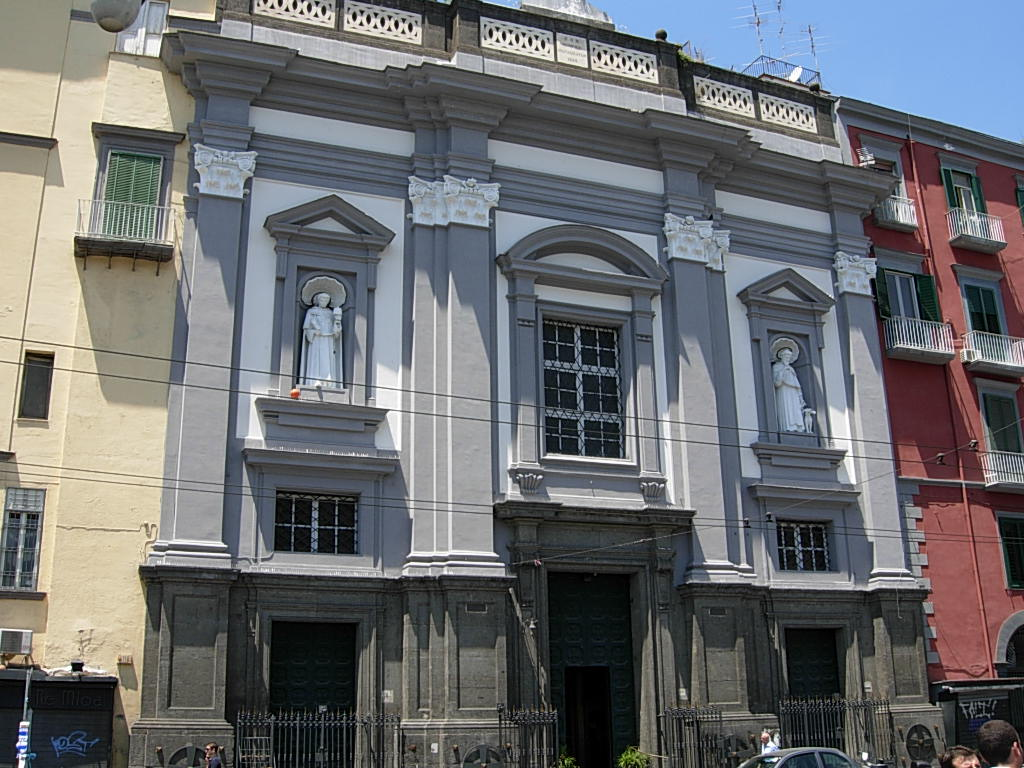
立面

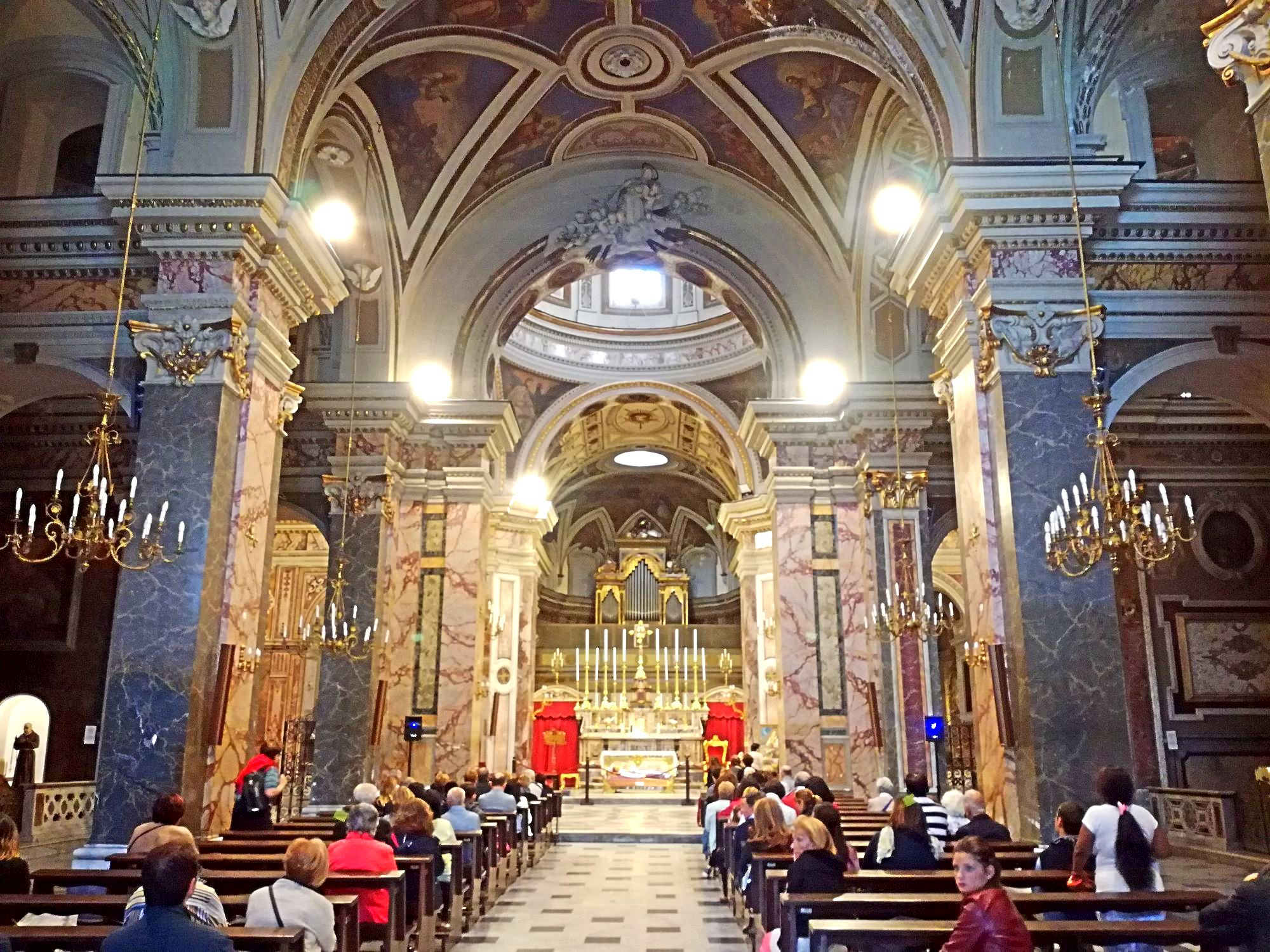
走道

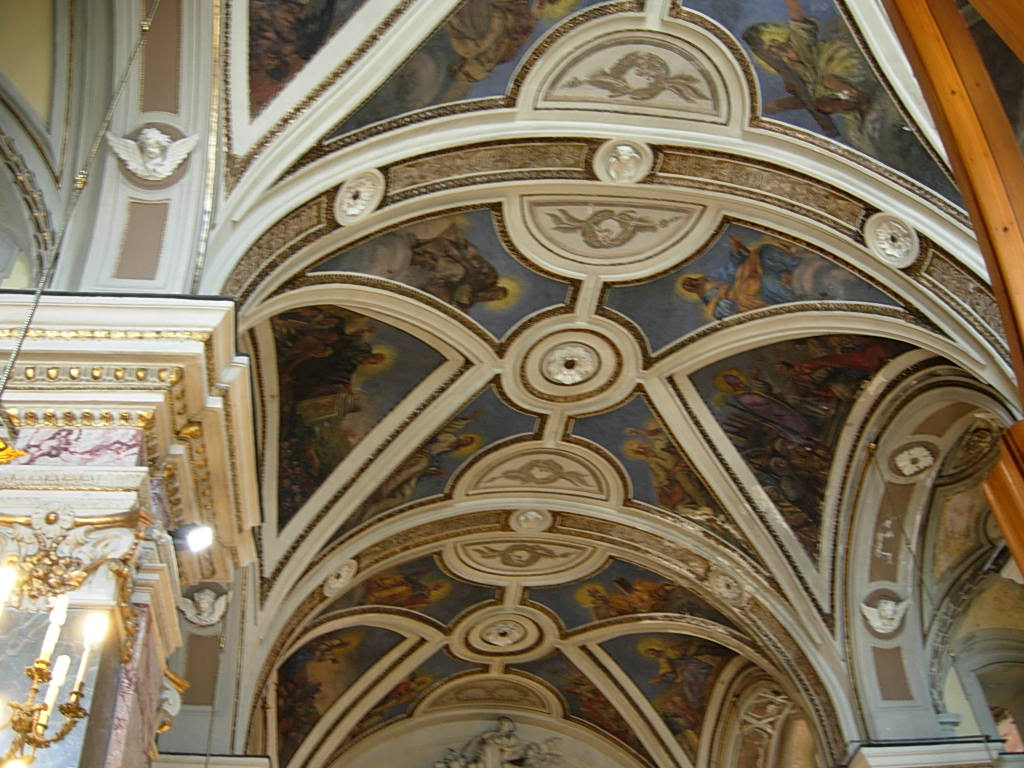
Particolare della volta

圣多明我索里亚诺教堂（Chiesa di San Domenico Soriano）是意大利南部城市那不勒斯但丁广场上三座大教堂之一。  

## 历史
这座教堂和毗邻的修道院是由贵族妇女Sara Ruffo di Mesurica捐资修建，以感谢从土耳其赎回。多明我会神父用这些捐款在1587年修建。 
修道院长期空置，直到1850年整个建筑群被用作军营，现在设有那不勒斯市办公室。 

## 内部
1600年，内部有三个走道和侧面小堂，丰富而时尚的巴洛克装饰，由Cosimo Fanzago设计。左侧第一个小堂描绘的是玫瑰圣母（1690年）。 
教堂内安葬着真福Nunzio Sulprizio。